# Teinolophos
Teinolophos é um gênero fóssil de monotreamdo encontrada nos registros fósseis do Cretáceo Inferior em Vitória, Austrália.